# Kotlový štít
Der Kotlový štít (deutsch Kleine Gerlsdorfer Spitze oder Kesselspitze) ist ein 2601 m n.m. hoher Berg im Bergmassiv des Gerlachovský štít (deutsch Gerlsdorfer Spitze) in der Hohen Tatra in der Slowakei. Der vom Gerlachovský štít verlaufende Berggrat verzweigt sich an der Spitze und öffnet sich in den charakteristischen Kessel auf der Südseite, nach dem der Berg benannt ist. Westlich erstreckt sich das Tal Batizovská dolina, östlich Velická dolina.
Der Kotlový štít wird weniger besucht, der häufigste Anstiegsweg zum Gerlachovský štít vom Berghotel Sliezsky dom über die Velická próba umgeht den Berg.